# S9 (S-Bahn Rhein-Main)

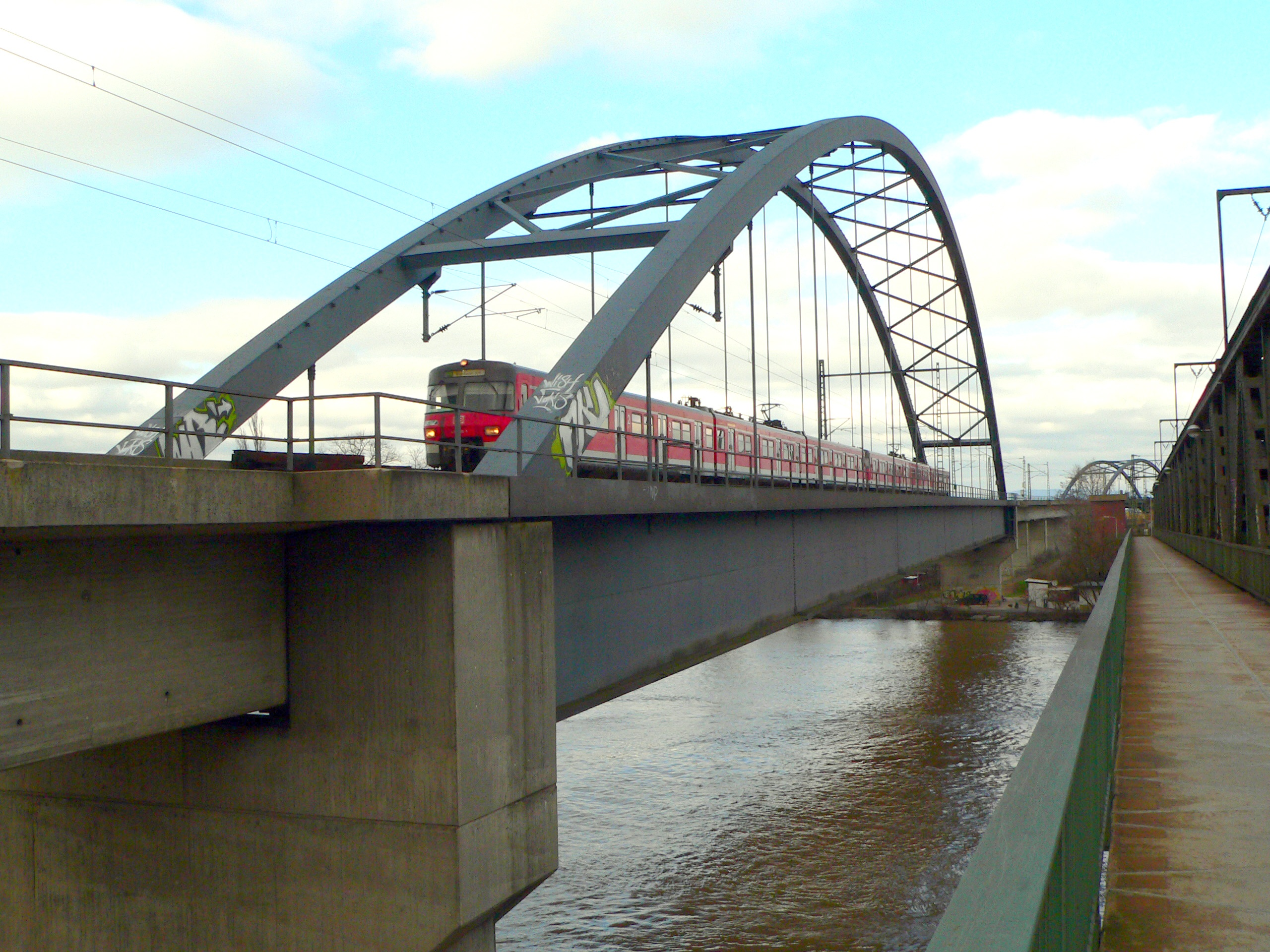
De S9 op de brug bij Niederrad

S9 is een van de negen lijnen die onderdeel zijn van het S-Bahn Rhein-Main-netwerk. De S-Bahn is een regionale metro die de verre buitenwijken en voorsteden verbindt met het centrum van Frankfurt am Main. S8 werd geopend in 2000. De lijn loopt van Wiesbaden naar Hanau. De S8 is dagelijks in bedrijf tussen ongeveer vier uur 's ochtends kort na middernacht. Gedurende het grootste deel van de dag rijdt er per lijn per richting elke 30 minuten een trein; in de minder drukke uren bestaat er een uur-dienst. De S9 loopt bijna volledig op dezelfde route als de S8 (de S9 stopt niet in Mainz-Nord, Mainz Hauptbahnhof, Mainz Römisches Theater en Mainz-Gustavsburg, de S8 niet in Mainz-Kastel). Op het gecombineerde deel van deze lijn stopt een S-Bahntrein in principe elke 15 minuten en in de minder drukke uren elke 30 minuten.